# La conversación de Eiros y Charmion
La conversación de Eiros y Charmion es un cuento de Edgar Allan Poe, una historia apocalíptica de ciencia ficción publicada por primera vez en la revista Burton's Gentleman's Magazine en diciembre de 1839.

## Argumento
Dos personas, que han sido renombradas como Eiros y Charmion tras la muerte, discuten sobre la forma en que se acabó el mundo. Eiros, que murió en el apocalipsis, explica las circunstancias a Charmion, que murió diez años antes:
Se detecta un nuevo cometa en el sistema solar; los astrónomos conocen bien los cometas y creen que, al ser muy tenues, no podrían tener ningún efecto sobre la Tierra, y no están relacionados con las antiguas profecías sobre la destrucción del mundo. Los astrónomos calculan que el cometa se acerca a la Tierra; a medida que lo hace, lo estudian, y la gente se interesa cada vez más.
Cuando está casi sobre la Tierra, la gente experimenta una euforia, que al principio se supone que es el alivio de que el cometa no tenga efectos nocivos; pero a esto le sigue dolor y delirio; es como si las antiguas profecías, antaño descartadas por los astrónomos, se hubieran confirmado. Se descubre que este efecto en el comportamiento de las personas está causado por la pérdida de nitrógeno de la atmósfera, que deja oxígeno puro, que finalmente estalla en llamas cuando el núcleo del cometa impacta contra la Tierra.

## Publicación
La conversación de Eiros y Charmion fue publicado por primera vez en el ejemplar de diciembre de 1839 del Burton's Gentleman's Magazine y fue incluido en 1840 en la colección Cuentos de lo grotesco y arabesco.
Posteriormente el cuento sería incluido en Narraciones extraordinarias, una colección de varios de sus cuentos traducidos al francés y publicados por Charles Baudelaire en 1857.

## Análisis

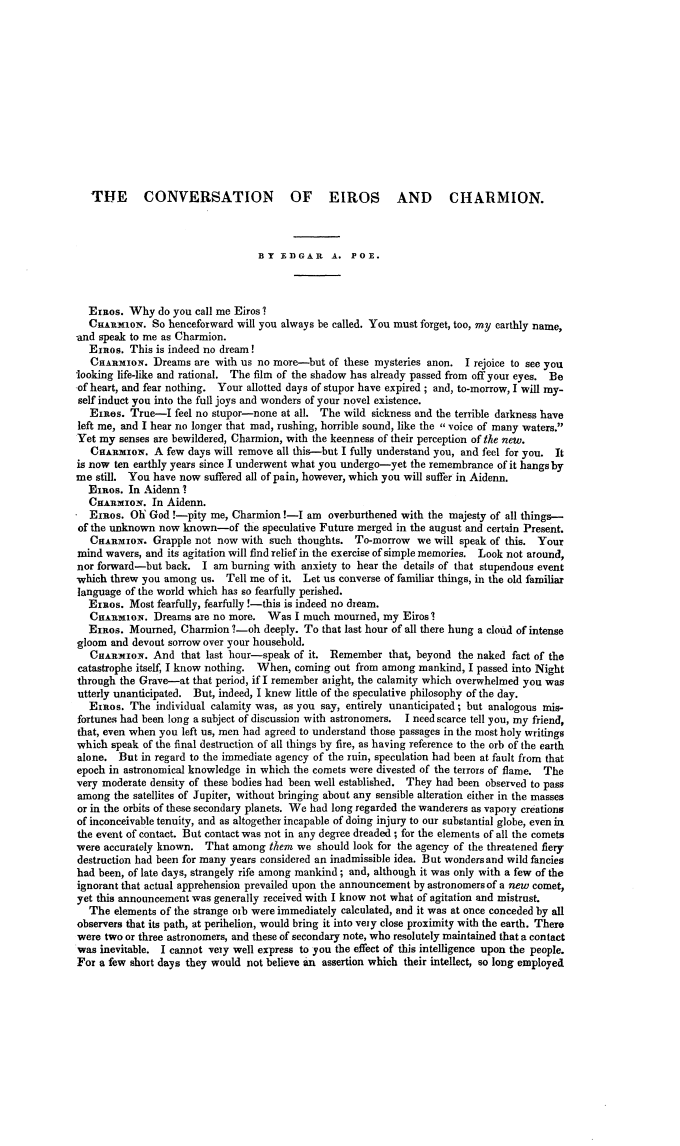
Publicación original del cuento.

Poe, al escribir este relato en 1839, estaba aprovechando la excitación que causaron en la década de 1830 las predicciones de William Miller sobre el fin del mundo. Miller predijo en 1831 que el mundo se acabaría en 1843.
A principios del siglo XIX se observaron varios cometas; en particular, el cometa Halley regresó en 1835, y hubo interés por el cometa Encke, cuya periodicidad se había calculado recientemente; apareció en 1838, y se esperaba su regreso en 1842. Todo ello despertó el interés de la gente; los cometas se asociaban tradicionalmente con profecías sobre el fin del mundo.
Donald Olson y Shaun B. Ford, de la Universidad Estatal de Texas, especulan que el cometa Lexell y el cometa Biela inspiraron la historia. Se dice que el cometa Biela provocó un "pánico cometario" en 1832, después de que un cálculo erróneo de la trayectoria del cometa sugiriera su colisión con la Tierra. Los astrónomos de París, al igual que los astrónomos del cuento, intentaron disipar el miedo del público señalando que se creía que el cometa Biela no tenía masa. En el cuento, se trata efectivamente de un cometa vaporoso que choca contra la Tierra agotando la atmósfera de nitrógeno. Olson y Ford también sugieren posibles fuentes de conocimiento de Poe sobre ambos cometas: The Geography of the Heavens de Elijah Hinsdale Burritt, y A Treatise on Astronomy de John Herschel, ambas de 1835. Otro libro de astronomía para jóvenes, la edición de 1819 de James Ferguson de An Easy Introduction to Astronomy for Young Gentlemen and Ladies, podría haber estado disponible para un joven Poe. El padre adoptivo de Poe, John Allan, le regaló un telescopio cuando era adolescente, y los investigadores especulan que el libro de Ferguson también pudo haber sido un regalo. El libro incluye un pasaje de diálogo entre un hermano y una hermana (Neander y Eudosia) que discuten la posibilidad de que un cometa incendie el mundo y luego descartan esa posibilidad debido a la naturaleza tenue de los cometas.
Eiros y Charmion deben su nombre a las asistentes de Cleopatra, Iras y Carmión; son mencionadas por el historiador griego Plutarco en su biografía de Marco Antonio en la obra Vidas paralelas. Ambas aparecen en Antonio y Cleopatra de William Shakespeare, y en la obra de John Dryden sobre Marco Antonio y Cleopatra, Todo por el amor de 1677.